# Tanibuca
A tanibuca (Terminalia lucida) é uma árvore brasileira nativa da Amazônia, nas matas de várzeas inundáveis. Mais comum no Baixo Amazonas.

## Usos
A madeira é usada na carpintaria e para fabricar móveis.